# Минский хлебозавод № 1
Минский хлебозавод № 1 — минское предприятие хлебобулочной промышленности, располагавшееся в историческом центре Минска — Раковском предместье (улица Раковская, 25).
Введён в эксплуатацию 7 ноября 1927 года. Расположился в старом здании обойной фабрики И. С. Шифмановича, открытой в 1892 году. Стал первым белорусским промышленным предприятием, освоившим производство хлебобулочных изделий в больших объемах. Работал на угле и в первые годы производил до 50 тонн хлеба в сутки.
Во время войны в период оккупации города немцы не остановили производство, ими же была установлена немецкая печь марки Werner & Pfleiderer. На заводе действовала подпольная группа во главе с Лобиком, наладившая обеспечение хлебом партизан и минского гетто. Через некоторое время в результате предательства группа была раскрыта и все подпольщики схвачены и расстреляны гестаповцами.
После окончания войны завод был восстановлен в 1946 году и реконструирован. В 1970-е годы введён в состав объединения «Минскхлебпром». В 2013 году на предприятии работало 520 человек и выпекалось 70 тонн хлебопродуктов в сутки. 
В 2016 году закрыт; застройка, сочтённая малоценной, снесена, на базе сохранившихся производственных сооружений планируется построить многофункциональный туристический комплекс с предприятиями торговли, общественного питания, объектами физкультурно-оздоровительной и образовательной направленности.